# Carlos Reinoso (Fußballspieler, 1945)
Carlos Enzo Reinoso Valdenegro (* 7. März 1945 in Santiago de Chile) ist ein ehemaliger chilenischer Fußballspieler, der seit 1970 in Mexiko lebt und dort seit 1981 als Fußballtrainer tätig ist. Der chilenische Nationalspieler begann seine Karriere in Santiago de Chile bei Audax Italiano, seine größten Erfolge feierte er aber mit Club América in Mexiko-Stadt, der Hauptstadt des Landes das seither auch seine Heimat ist. Club América führte er 1984 auch als Trainer zur Meisterschaft.
Sein gleichnamiger Sohn sowie dessen rund drei Jahre jüngerer Bruder José Antonio Reinoso waren ebenfalls als Profifußballspieler aktiv.

## Biografie

### Spieler

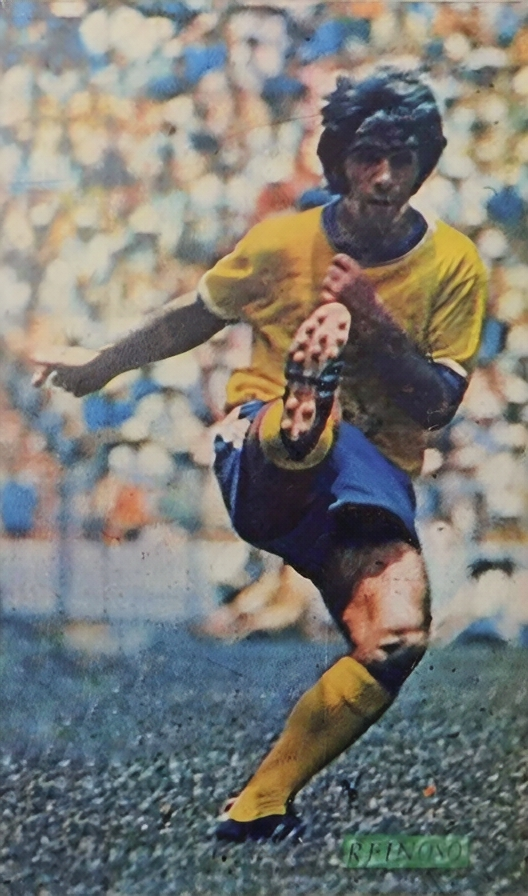
Reinoso, 1971

Reinoso begann seine Laufbahn in den Jugendmannschaften seines Heimatvereins Audax Italiano, bei dem er 1962 in die Kampfmannschaft aufstieg. 1968 wurde er mit 21 Treffern Torschützenkönig der chilenischen Liga. 1970 wechselte er nach Mexiko-Stadt zum Club América, für den er bis 1979 spielte und mit dem er 1971 und 1976 Meister sowie 1974 nach Ergebnissen von 2:1 und 1:1 in den Finalen den Pokal gewann. Zudem gewann er mit América 1977 – im Finale hieß der Gegner SV Robin Hood aus Suriname – den CONCACAF Champions Cup und 1978 die unregelmäßig ausgetragene Copa Interamericana gegen die Boca Juniors aus Argentinien. Zwischen 1979 und 1981 beendete er beim Vorstadtverein Deportivo Neza Spielerlaufbahn.
Zwischen 1966 und 1977 spielte er insgesamt 34 Mal das Trikot für Chile und gehörte zum Kader bei der WM 1974, wo er bei allen drei Partien der chilenischen Nationalmannschaft durchspielte.

### Trainer
Seit dem Ende seiner Spielerlaufbahn ist Reinoso als Trainer tätig und hat bisher ausschließlich in Diensten mexikanischer Vereine gearbeitet. Seinen einzigen Meistertitel gewann er 1984 mit dem Club América, mit dem er bereits als Spieler erfolgreich war.

## Erfolge

### Spieler
- Mexikanischer Meister: 1971, 1976
- Mexikanischer Pokalsieger: 1974
- CONCACAF Champions Cup: 1977
- Copa Interamericana: 1978

### Trainer
- Mexikanischer Meister: 1984